# 中村不二尾
中村 不二尾（なかむら ふじお、1900年 - 1987年1月19日）とは日本の浮世絵研究家。

## 略歴
1900年に東京深川に生まれる。上野の竹田玩古洞において修業した後、1921年に上野御成道に辰巳屋書店を創業する。日本浮世絵協会の理事、東京都古書籍商業協同組合理事、東京古典会会長、東京浮世絵会会長などを務めた。1987年1月19日に食道腫瘍による心不全によって死去。享年87。